# Sierra Leona en los Juegos Olímpicos de Atlanta 1996
Sierra Leona estuvo representada en los Juegos Olímpicos de Atlanta 1996 por un total de 14 deportistas, 10 hombres y 4 mujeres, que compitieron en 3 deportes.
La portadora de la bandera en la ceremonia de apertura fue la atleta Eunice Barber. El equipo olímpico sierraleonés no obtuvo ninguna medalla en estos Juegos.